# Red Barrels
Red Barrels Inc. je kanadský vývojář videoher se sídlem v Montrealu. Společnost založili Philippe Morin, David Chateauneuf a Hugo Dallaire v roce 2011. Dříve pracovali jako vývojáři ve studiích Ubisoft Montreal a EA Montreal, přičemž vlastní společnost založili poté, co Dallaire přišel s nápadem na nový titul. Po odchodu ze svých pracovišť začal tým v červenci 2012 působit na internetu. V témže roce zveřejnili trailer na hru, která byla představena pod názvem Outlast.

## Historie
Philippe Morin, David Chateauneuf a Hugo Dallaire působili v letech 1997 až 1998 jako vývojáři videoher ve studiu Ubisoft Montreal, přičemž Chateauneuf pracoval na hře Tom Clancy's Splinter Cell a Morin s Dallairem vyvíjeli hru Prince of Persia: The Sands of Time. Morin opustil Ubisoft Montreal v roce 2009 a v roce 2010 zahájil kariéru ve společnosti EA Montreal na originálním konceptu duševního vlastnictví Dallairea. Koncept však byl ještě téhož roku zrušen. Protože neměl jiné možnosti, v lednu 2011 odešel, aby se věnoval projektu v Red Barrels. Chateauneuf zůstal součástí společnosti Ubisoft Montreal a podílel se na práci designu úrovní pro první hru Assassin's Creed.
Po výpovědi se Morin setkal s Chateauneufem a Dallairem a dohodli se na založení vlastní společnosti. Po technických potížích s předchozí žádostí získala skupina ve fiskálním roce 2012–2013 finanční prostředky ve výši 300 tisíc kanadských dolarů od Kanadského mediálního fondu a v roce 2013–2014 ve výši 1 milionu kanadských dolarů.
V říjnu 2012 oznámili vývoj hry Outlast, kterou vydali v září 2013. V říjnu následujícího roku Morin oznámil, že se připravuje pokračování Outlast 2. Vydán byl v dubnu 2017. V červenci téhož roku společnost vydala první číslo komiksové minisérie The Murkoff Account, která se skládala z pěti komiksů podrobně popisujících dějovou mezeru mezi hrami Outlast a Outlast 2. Dne 4. prosince 2019 společnost oznámila vývoj hry pro více hráčů The Outlast Trials a zveřejnila teaser obrázek.

## Vyvinuté hry
| Rok           | Název              | Platformy                                                                  |
| ------------- | ------------------ | -------------------------------------------------------------------------- |
| 2013          | Outlast            | Microsoft Windows, PlayStation 4, Xbox One, macOS, Linux, Nintendo Switch  |
| 2017          | Outlast 2          | Microsoft Windows, PlayStation 4, Xbox One, Nintendo Switch                |
| 2024          | The Outlast Trials | Microsoft Windows, PlayStation 4, Xbox One, Xbox Series X/S, PlayStation 5 |
| bude oznámeno | Outlast 3          | bude oznámeno                                                              |